# Église Notre-Dame-de-l'Assomption de Croisances
L'église Notre-Dame-de-l'Assomption est un édifice situé à Croisances, en France.

## Localisation
L'église est située sur le territoire de la commune de Thoras, anciennement rattachée à Croisances, dans le département de la Haute-Loire, en région Auvergne-Rhône-Alpes.

## Description
L'église est mentionnée en 1244. L'édifice actuel présente une travée sous voûte en berceau et un chœur pentagonal en cul-de-four. Sur la façade ouest, porche à chanfrein, corniche d'entablement et un oculus dans la partie supérieure. Fenêtre d'inspiration romane. Abside extérieure polygonale, avec modillons. L'intérieur est marqué par un arc triomphal à chapiteaux d'inspiration romane, comme ceux des voussures du chœur.

## Historique
L'église est inscrite au titre des monuments historiques par arrêté du 29 septembre 1969.